# Wereldkampioenschap superbike van Laguna Seca 2000
Het wereldkampioenschap superbike van Laguna Seca 2000 was de negende ronde van het wereldkampioenschap superbike 2000. De races werden verreden op 9 juli 2000 op Laguna Seca nabij Monterey, Californië, Verenigde Staten. Tijdens het weekend kwam enkel het WK superbike in actie, het wereldkampioenschap Supersport was niet aanwezig op het circuit.

## Superbike

### Race 1
| Pos | Nr  | Rijder               | Constructeur | Rondes | Tijd        | Grid | Punten |
| --- | --- | -------------------- | ------------ | ------ | ----------- | ---- | ------ |
| 1   | 41  | Noriyuki Haga        | Yamaha       | 28     | 40:40.379   | 4    | 25     |
| 2   | 2   | Colin Edwards        | Honda        | 28     | +2.664      | 2    | 20     |
| 3   | 3   | Troy Corser          | Aprilia      | 28     | +3.571      | 7    | 16     |
| 4   | 155 | Ben Bostrom          | Ducati       | 28     | +3.594      | 5    | 13     |
| 5   | 7   | Pierfrancesco Chili  | Suzuki       | 28     | +14.525     | 3    | 11     |
| 6   | 4   | Akira Yanagawa       | Kawasaki     | 28     | +15.257     | 6    | 10     |
| 7   | 9   | Katsuaki Fujiwara    | Suzuki       | 28     | +29.168     | 12   | 9      |
| 8   | 111 | Aaron Slight         | Honda        | 28     | +32.570     | 8    | 8      |
| 9   | 19  | Juan Borja           | Ducati       | 28     | +39.320     | 16   | 7      |
| 10  | 35  | Giovanni Bussei      | Kawasaki     | 28     | +44.624     | 9    | 6      |
| 11  | 12  | Haruchika Aoki       | Ducati       | 28     | +50.057     | 17   | 5      |
| 12  | 13  | Andreas Meklau       | Ducati       | 28     | +55.728     | 13   | 4      |
| 13  | 11  | Lucio Pedercini      | Ducati       | 28     | +1:22.905   | 19   | 3      |
| 14  | 46  | Mauro Sanchini       | Ducati       | 28     | +1:25.153   | 18   | 2      |
| 15  | 76  | Igor Jerman          | Kawasaki     | 27     | +1 ronde    | 21   | 1      |
| 16  | 14  | Peter Goddard        | Kawasaki     | 27     | +1 ronde    | 11   |        |
| 17  | 73  | Larry Pegram         | Ducati       | 24     | +4 ronden   | 15   |        |
| DNF | 38  | Lance Isaacs         | Ducati       | 15     | Ongeluk     | 22   |        |
| DNF | 20  | Marco Borciani       | Ducati       | 13     | Uitgevallen | 20   |        |
| DNF | 113 | Paolo Blora          | Ducati       | 13     | Ongeluk     | 23   |        |
| DNF | 33  | Robert Ulm           | Ducati       | 10     | Ongeluk     | 10   |        |
| DNF | 21  | Troy Bayliss         | Ducati       | 7      | Ongeluk     | 1    |        |
| DNF | 10  | Vittoriano Guareschi | Yamaha       | 7      | Ongeluk     | 14   |        |

### Race 2
| Pos | Nr  | Rijder               | Constructeur | Rondes | Tijd         | Grid | Punten |
| --- | --- | -------------------- | ------------ | ------ | ------------ | ---- | ------ |
| 1   | 3   | Troy Corser          | Aprilia      | 28     | 40:38.714    | 7    | 25     |
| 2   | 41  | Noriyuki Haga        | Yamaha       | 28     | +7.755       | 4    | 20     |
| 3   | 155 | Ben Bostrom          | Ducati       | 28     | +9.011       | 5    | 16     |
| 4   | 2   | Colin Edwards        | Honda        | 28     | +9.821       | 2    | 13     |
| 5   | 4   | Akira Yanagawa       | Kawasaki     | 28     | +14.562      | 6    | 11     |
| 6   | 7   | Pierfrancesco Chili  | Suzuki       | 28     | +25.225      | 3    | 10     |
| 7   | 21  | Troy Bayliss         | Ducati       | 28     | +26.461      | 1    | 9      |
| 8   | 9   | Katsuaki Fujiwara    | Suzuki       | 28     | +27.247      | 12   | 8      |
| 9   | 111 | Aaron Slight         | Honda        | 28     | +27.935      | 8    | 7      |
| 10  | 14  | Peter Goddard        | Kawasaki     | 28     | +28.157      | 11   | 6      |
| 11  | 35  | Giovanni Bussei      | Kawasaki     | 28     | +48.883      | 9    | 5      |
| 12  | 38  | Lance Isaacs         | Ducati       | 28     | +1:09.315    | 22   | 4      |
| 13  | 73  | Larry Pegram         | Ducati       | 28     | +1:23.021    | 15   | 3      |
| 14  | 33  | Robert Ulm           | Ducati       | 27     | +1 ronde     | 10   | 2      |
| 15  | 11  | Lucio Pedercini      | Ducati       | 27     | +1 ronde     | 19   | 1      |
| 16  | 76  | Igor Jerman          | Kawasaki     | 27     | +1 ronde     | 21   |        |
| DNF | 12  | Haruchika Aoki       | Ducati       | 16     | Uitgevallen  | 17   |        |
| DNF | 46  | Mauro Sanchini       | Ducati       | 13     | Ongeluk      | 18   |        |
| DNF | 13  | Andreas Meklau       | Ducati       | 10     | Ongeluk      | 13   |        |
| DNF | 20  | Marco Borciani       | Ducati       | 9      | Uitgevallen  | 20   |        |
| DNF | 19  | Juan Borja           | Ducati       | 8      | Ongeluk      | 16   |        |
| DNS | 10  | Vittoriano Guareschi | Yamaha       | 0      | Niet gestart | 14   |        |
| DNS | 113 | Paolo Blora          | Ducati       | 0      | Niet gestart | 23   |        |

## Tussenstanden na wedstrijd

### Superbike
| Pos | Nr  | Rijder              | Team    | Punten |
| --- | --- | ------------------- | ------- | ------ |
| 1   | 2   | Colin Edwards       | Honda   | 265    |
| 2   | 41  | Noriyuki Haga       | Yamaha  | 252    |
| 3   | 3   | Troy Corser         | Aprilia | 244    |
| 4   | 7   | Pierfrancesco Chili | Suzuki  | 188    |
| 5   | 155 | Ben Bostrom         | Ducati  | 152    |

1995 · 1996 · 1997 · 1998 · 1999 · 2000 · 2001 · 2002 · 2003 · 2004 · 2013 · 2014 · 2015 · 2016 · 2017 · 2018 · 2019